# Conor Timmins
Conor Timmins, född 18 september 1998, är en kanadensisk professionell ishockeyback som spelar för Toronto Maple Leafs i National Hockey League (NHL).
Han har tidigare spelat för Colorado Avalanche och Arizona Coyotes i NHL; Colorado Eagles och Tucson Roadrunners i American Hockey League (AHL) samt Sault Ste. Marie Greyhounds i Ontario Hockey League (OHL).
Timmins draftades av Colorado Avalanche i andra rundan i 2017 års draft som 32:a spelare totalt.

## Statistik
| 2013–2014  | Southern Tier Admirals      | SCTA       | 38                                 | 4                                  | 18                                 | 22                                 | 39                                 | 10                                 | 2                                  | 2                                  | 4                                  | 6                                  |
| 2014–2015  | Thorold Blackhawks          | GOJHL      | 15                                 | 2                                  | 8                                  | 10                                 | 28                                 | —                                  | —                                  | —                                  | —                                  | —                                  |
|            | St. Catharines Falcons      | GOJHL      | 15                                 | 5                                  | 3                                  | 8                                  | 12                                 | 13                                 | 3                                  | 5                                  | 8                                  | 6                                  |
| 2015–2016  | Sault Ste. Marie Greyhounds | OHL        | 60                                 | 4                                  | 9                                  | 13                                 | 20                                 | 12                                 | 0                                  | 1                                  | 1                                  | 6                                  |
| 2016–2017  | Sault Ste. Marie Greyhounds | OHL        | 67                                 | 7                                  | 54                                 | 61                                 | 69                                 | 11                                 | 1                                  | 7                                  | 8                                  | 10                                 |
| 2017–2018  | Sault Ste. Marie Greyhounds | OHL        | 36                                 | 8                                  | 33                                 | 41                                 | 43                                 | 23                                 | 5                                  | 13                                 | 18                                 | 16                                 |
| 2018–2019  | Colorado Eagles             | AHL        | Spelade ej på grund av huvudskada. | Spelade ej på grund av huvudskada. | Spelade ej på grund av huvudskada. | Spelade ej på grund av huvudskada. | Spelade ej på grund av huvudskada. | Spelade ej på grund av huvudskada. | Spelade ej på grund av huvudskada. | Spelade ej på grund av huvudskada. | Spelade ej på grund av huvudskada. | Spelade ej på grund av huvudskada. |
| 2019–2020  | Colorado Avalanche          | NHL        | 2                                  | 0                                  | 0                                  | 0                                  | 0                                  | 2                                  | 0                                  | 0                                  | 0                                  | 4                                  |
|            | Colorado Eagles             | AHL        | 40                                 | 3                                  | 24                                 | 27                                 | 38                                 | —                                  | —                                  | —                                  | —                                  | —                                  |
| 2020–2021  | Colorado Avalanche          | NHL        | 31                                 | 0                                  | 7                                  | 7                                  | 8                                  | 10                                 | 0                                  | 0                                  | 0                                  | 0                                  |
|            | Colorado Eagles             | AHL        | 6                                  | 1                                  | 3                                  | 4                                  | 4                                  | —                                  | —                                  | —                                  | —                                  | —                                  |
| 2021–2022  | Arizona Coyotes             | NHL        | 6                                  | 0                                  | 0                                  | 0                                  | 0                                  | —                                  | —                                  | —                                  | —                                  | —                                  |
| 2022–2023  | Arizona Coyotes             | NHL        | 2                                  | 0                                  | 0                                  | 0                                  | 0                                  | —                                  | —                                  | —                                  | —                                  | —                                  |
|            | Tucson Roadrunners          | AHL        | 6                                  | 0                                  | 3                                  | 3                                  | 12                                 | —                                  | —                                  | —                                  | —                                  | —                                  |
|            | Toronto Maple Leafs         | NHL        | 25                                 | 2                                  | 12                                 | 14                                 | 8                                  | —                                  | —                                  | —                                  | —                                  | —                                  |
| 2023–2024  | Toronto Maple Leafs         | NHL        | 25                                 | 1                                  | 9                                  | 10                                 | 18                                 | —                                  | —                                  | —                                  | —                                  | —                                  |
| 2024–2025  | Toronto Maple Leafs         | NHL        | 42                                 | 1                                  | 6                                  | 7                                  | 18                                 | —                                  | —                                  | —                                  | —                                  | —                                  |
| NHL totalt | NHL totalt                  | NHL totalt | 133                                | 4                                  | 34                                 | 38                                 | 52                                 | 12                                 | 0                                  | 0                                  | 0                                  | 4                                  |
| AHL totalt | AHL totalt                  | AHL totalt | 52                                 | 4                                  | 30                                 | 34                                 | 54                                 | —                                  | —                                  | —                                  | —                                  | —                                  |
| OHL totalt | OHL totalt                  | OHL totalt | 163                                | 19                                 | 96                                 | 115                                | 132                                | 46                                 | 6                                  | 21                                 | 27                                 | 32                                 |

### Internationellt
| Källa: Uppdaterad: 2019-10-04 | Källa: Uppdaterad: 2019-10-04 | Källa: Uppdaterad: 2019-10-04 |         | Utv = Utvisningsminuter | Utv = Utvisningsminuter | Utv = Utvisningsminuter | Utv = Utvisningsminuter | Utv = Utvisningsminuter |
| År                            | Lag                           | Mästerskap                    | Matcher | Mål                     | Assists                 | Poäng                   | Utv                     |                         |
| ----------------------------- | ----------------------------- | ----------------------------- | ------- | ----------------------- | ----------------------- | ----------------------- | ----------------------- | ----------------------- |
| 2018                          | Kanada                        | JVM                           | 7       | 1                       | 4                       | 5                       | 4                       |                         |
| Junior totalt                 | Junior totalt                 | Junior totalt                 | 7       | 1                       | 4                       | 5                       | 4                       |                         |